# Nothocestrum latifolium
Nothocestrum latifolium е вид растение от семейство Картофови (Solanaceae). Видът е застрашен от изчезване.

## Разпространение
Разпространен е в САЩ.